# هارای گوشی گائشی
هارای گوشی گائشی (به ژاپنی: 払腰返)-(به انگلیسی: Harai goshi gaeshi) یکی از فنون و تکنیک‌های دستهٔ ناگه-وازا رشتهٔ ورزشی جودو است که در زیردستهٔ آشی-وازا دسته‌بندی می‌شود.